# Albert Wolsky
Albert Wolsky (Parigi, 24 novembre 1930) è un costumista statunitense.

## Filmografia parziale
- L'urlo del silenzio (The Heart Is a Lonely Hunter), regia di Robert Ellis Miller (1968)
- Papà... abbaia piano! (Popi), regia di Arthur Hiller (1969)
- Loving - Gioco crudele (Loving), regia di Irvin Kershner (1970)
- Amanti ed altri estranei (Lovers and Other Strangers), regia di Cy Howard (1970)
- Piccoli omicidi (Little Murders), regia di Alan Arkin (1971)
- Il mio uomo è una canaglia (Born to Win), regia di Ivan Passer (1971)
- La mortadella, regia di Mario Monicelli (1971)
- Amiamoci così, belle signore (Last of the Red Hot Lovers), regia di Gene Saks (1972)
- Voglio la libertà (Up the Sandbox), regia di Irvin Kershner (1972)
- Harry e Tonto (Harry and Tonto), regia di Paul Mazursky (1972)
- 40.000 dollari per non morire (The Gambler), regia di Karel Reisz (1972)
- Lenny, regia di Bob Fosse (1974)
- Stop a Greenwich Village (Next Stop, Greenwich Village), regia di Paul Mazursky (1976)
- Due vite, una svolta (The Turning Point), regia di Herbert Ross (1977)
- Rapsodia per un killer (Fingers), regia di James Toback (1978)
- Una donna tutta sola (An Unmarried Woman), regia di Paul Mazursky (1978)
- Grease - Brillantina (Grease), regia di Randal Kleiser (1978)
- Attimo per attimo (Moment by Moment), regia di Jane Wagner (1978)
- Manhattan, regia di Woody Allen (1979)
- Meteor, regia di Ronald Neame (1979)
- All That Jazz - Lo spettacolo comincia (All That Jazz), regia di Bob Fosse (1979)
- Io, Willy e Phil (Willie and Phil), regia di Paul Mazursky (1980)
- La febbre del successo - Jazz Singer (The Jazz Singer), regia di Richard Fleischer (1980)
- Paternity, regia di David Steinberg (1981)
- La tempesta (Tempest), regia di Paul Mazursky (1982)
- Una lama nel buio (Still of the Night), regia di Robert Benton (1982)
- La scelta di Sophie (Sophie's Choice), regia di Alan J. Pakula (1982)
- Star 80, regia di Bob Fosse (1983)
- Essere o non essere (To Be or Not to Be), regia di Alan Johnson (1983)
- Mosca a New York (Moscow on the Hudson), regia di Paul Mazursky (1984)
- Il gioco del falco (The Falcon and the Snowman), regia di John Schlesinger (1985)
- Il viaggio di Natty Gann (The Journey of Natty Gann), regia di Jeremy Kagan (1985)
- Su e giù per Beverly Hills (Down and Out in Beverly Hills), regia di Paul Mazursky (1986)
- Pericolosamente insieme (Legal Eagles), regia di Ivan Reitman (1986)
- Crimini del cuore (Crimes of the Heart), regia di Bruce Beresford (1986)
- Nadine - Un amore a prova di proiettile (Nadine), regia di Robert Benton (1987)
- Il dittatore del Parador in arte Jack (Moon over Parador), regia di Paul Mazursky (1988)
- Uno strano caso (Chances Are), regia di Emile Ardolino (1989)
- Cookie, regia di Susan Seidelman (1989)
- She-Devil - Lei, il diavolo (She-Devil), regia di Susan Seidelman (1989)
- Nemici, una storia d'amore (Enemies, A Love Story), regia di Paul Mazursky (1989)
- Bebè mania (Funny About Love), regia di Leonard Nimoy (1990)
- Storie di amori e infedeltà (Scenes from a Mall), regia di Paul Mazursky (1991)
- Bugsy, regia di Barry Levinson (1991)
- Toys - Giocattoli (Toys), regia di Barry Levinson (1992)
- Buona fortuna, Mr. Stone (The Pickle), regia di Paul Mazursky (1993)
- Fatal Instinct - Prossima apertura (Fatal Instinct), regia di Carl Reiner (1993)
- Il rapporto Pelican (The Pelican Brief), regia di Alan J. Pakula (1993)
- Junior, regia di Ivan Reitman (1994)
- Storie d'amore (The Grass Harp), regia di Charles Matthau (1995)
- Qualcosa di personale (Up Close and Personal), regia di Jon Avnet (1996)
- Striptease, regia di Andrew Bergman (1996)
- L'angolo rosso - Colpevole fino a prova contraria (Red Corner), regia di Jon Avnet (1997)
- The Jackal, regia di Michael Caton-Jones (1997)
- C'è posta per te (You've Got Mail), regia di Nora Ephron (1998)
- Se scappi, ti sposo (Runaway Bride), regia di Garry Marshall (1999)
- Galaxy Quest, regia di Dean Parisot (1999)
- Magic Numbers - Numeri magici (Lucky Numbers), regia di Nora Ephron (2000)
- Era mio padre (Road to Perdition), regia di Sam Mendes (2002)
- Un amore a 5 stelle (Maid in Manhattan), regia di Wayne Wang (2002)
- The Manchurian Candidate, regia di Jonathan Demme (2004)
- Jarhead, regia di Sam Mendes (2005)
- Chiedi alla polvere (Ask the Dust), regia di Robert Towne (2006)
- Across the Universe, regia di Julie Taymor (2007)
- La guerra di Charlie Wilson (Charlie Wilson's War), regia di Mike Nichols (2007)
- Revolutionary Road, regia di Sam Mendes (2008)
- Duplicity, regia di Tony Gilroy (2009)
- L'amore all'improvviso - Larry Crowne (Larry Crowne), regia di Tom Hanks (2011)
- Birdman, regia di Alejandro González Iñárritu (2014)
- L'eccezione alla regola (Rules Don't Apply), regia di Warren Beatty (2016)
- Ad Astra, regia di James Gray (2019)
- La donna alla finestra (The Woman in the Window), regia di Joe Wright (2020)
- Amsterdam, regia di David O. Russell (2022)